# آلفونسو کالتزولاری
آلفونسو کالتزولاری (۳۰ آوریل ۱۸۸۷ – ۷ فوریهٔ ۱۹۸۳) رکابزن حرفه‌ای اهل ایتالیا بود که در رشتهٔ دوچرخه‌سواری جاده فعالیت می‌کرد. او توانست در سال ۱۹۱۴ برندهٔ جیرو دیتالیا شود.

## زندگی‌نامه
کالتزولاری در ورگتو زاده شد و در سال ۱۹۰۹ فعالیت حرفه‌ای خود را آغاز کرد. نخستین پیروزی مهم او در سال ۱۹۱۳ در تور امیلیا به دست آمد. در همین سال در میلان–سانرمو پنجم شد.
در جیروی ۱۹۱۴، کالتزولاری برندهٔ مرحلهٔ دوم به مسافت ۳۴۰ کیلومتر شد و با اختلاف بیش از یک ساعت با کستانته جیراردنگو رهبر جیرو شد. در مرحلهٔ پنجم بیش از یک ساعت پس از جوزپه آتزینی از خط پایان گذشت و به رتبهٔ دوم پایین آمد؛ ولی در مرحلهٔ بعد با کناره‌گیری آتزینی دوباره رهبر مسابقه شد و توانست صدرنشینی خود را تا پایان حفظ کند و با برتری نزدیک به دو ساعت نسبت به پیرینو آلبینی، قهرمان جیرو شود. در این دورهٔ جیرو، تنها هشت رکابزن توانستند مسابقه را به پایان برسانند.
با آغاز جنگ جهانی اول، رقابت‌های دوچرخه‌سواری متوقف شد. پس از پایان جنگ، کالتزولاری رتبهٔ سوم تور امیلیا را کسب کرد. در جیروی ۱۹۱۹ نیز در دو مرحله دوم شد و تا پایان مرحلهٔ ششم در رتبهٔ سوم قرار داشت؛ ولی در مرحلهٔ هفتم از مسابقه خارج شد.
کالتزولاری در سال ۱۹۲۶ بازنشسته شد و در سال ۱۹۸۳ در چریال درگذشت.